# Бібліотека душ
«Бібліотека душ» (англ. Library of Souls) — третя книга серії про дивних дітей американського письменника Ренсома Ріґґза. Твір вийшов у видавництві «Квірк Букс» (англ. Quirk Books) 22 вересня 2015 року. Є сиквелом книги «Місто порожніх».

## Сюжет
Щоб визволити своїх полонених друзів та імбрин з рук витвору Коула та його посіпак, Джейкоб разом із Еммою та Едисоном вирушають у контур під назвою Диявольськи Акр. Там вони зустрічають чоловіка на ймення Бентам, який є братом пані Сапсан та Коула. Він розповідає дітям про існування контуру Бібліотека душ, куди потрапляють душі дивних дітей після смерті. Той, хто контролює Бібліотеку, може здобути владу над усім царством дивних. Коул хоче віднайти цей контур, але це можливо тільки за допомогою бібліотекаря — Джейкоба.

## Переклади українською
- Ренсом Ріґґз. Дім дивних дітей.

Переклад з англійської: Володимир Горбатько. — Харків : Книжковий клуб «Клуб сімейного дозвілля», 2012. — С. 432. — ISBN 978-966-14-3877-3.
- Ренсом Ріґґз. Місто порожніх. Втеча з дому дивних дітей.

Переклад з англійської: Олена Любенко. — Харків : Книжковий клуб «Клуб сімейного дозвілля», 2014. — С. 464. — ISBN 978-966-14-7674-4.
- Ренсом Ріґґз. Бібліотека душ. Немає виходу з дому дивних дітей.

Переклад з англійської: Олена Любенко. — Харків : Книжковий клуб «Клуб сімейного дозвілля», 2016. — С. 480. — ISBN 978-617-12-0839-1.
- Ренсом Ріґґз. Карта днів.

Переклад з англійської: Василь Чумак. — Харків : Книжковий клуб «Клуб сімейного дозвілля», 2019. — С. 512. — ISBN 978-617-12-6305-5.
- Ренсом Ріґґз. Пташині збори.

Переклад з англійської: Віра Кучменко. — Харків : Книжковий клуб «Клуб сімейного дозвілля», 2020. — С. 336. — ISBN 978-617-12-7674-1.
- На 23 лютого 2021 року анонсований вихід шостої книги під назвою The Desolations of Devil's Acre